# Kawęcin
Kawęcin – (niem. Kawentschin, 1942–1945 Kauenhof) osada kociewska w Polsce położona w województwie kujawsko-pomorskim, w powiecie świeckim, w gminie Bukowiec. Należy do sołectwa Budyń.
W latach 1975–1998 miejscowość administracyjnie należała do województwa bydgoskiego.
Zachowany zespół pałacowo-dworski.

## Ochrona przyrody
W parku dworskim znajduje się kilka drzew uznanych za pomniki przyrody:
| Nr | Nazwa                           | Sztuk | Rok utworzenia | Obwód przy powołaniu      |
| 1. | Dąb szypułkowy                  | 3     | 1991           | 480, 380, 330 cm          |
| 2. | Buk zwyczajny odmiany czerwonej | 1     | 1991           | 380 cm                    |
| 3. | Dąb szypułkowy                  | 5     | 1995           | 520, 412 405, 398, 390 cm |
| 4. | Buk zwyczajny odmiany czerwonej | 1     | 1995           | 325 cm                    |